# António Montez
António Duarte Montez (ur. 4 kwietnia 1885, zm. w 1968) – portugalski strzelec, olimpijczyk.
Montez wystąpił na Letnich Igrzyskach Olimpijskich 1924 w jednej konkurencji. Zajął 32. miejsce w pistolecie szybkostrzelnym z 25 m (startowało 55 zawodników).
Wielokrotny reprezentant Portugalii w zawodach międzynarodowych i rekordzista kraju. W 1929 roku został mistrzem Portugalii w pistolecie wojskowym z 25 m i brązowym medalistą w pistolecie precyzyjnym z 50 m, a także mistrzem dystryktu Lizbona w pistolecie dowolnym. Rok wcześniej został wicemistrzem kraju w pistolecie wojskowym z 25 m i pistolecie precyzyjnym z 50 m.

## Wyniki

### Igrzyska olimpijskie
| Igrzyska   | Konkurencja                   | Wynik   | Miejsce | Źródło |
| ---------- | ----------------------------- | ------- | ------- | ------ |
| Paryż 1924 | Pistolet szybkostrzelny, 25 m | 15 pkt. | 32      | [ 1 ]  |